# 宋豫卿
宋豫卿（1531年—？年），字子樂，四川敘州府富順縣民籍江西臨江府新淦縣人。明朝政治人物。

## 生平
八月二十六日生，行二，治《詩經》，由府學生中式嘉靖三十七年（1558年）戊午科四川鄉試第六名舉人，年二十九歲中式嘉靖三十八年（1559年）己未科會試第一百二十名，第二甲第七十八名進士。历官山东东昌府知府，隆慶三年（1569年）六月升本省按察司副使，復除福建兵备副使，六年十月改提调学校。萬曆元年（1573年）九月升本省右参政，三年八月调山东漕储道左参政，四年正月被罢免。

## 家族
曾祖宋萬智；祖宋安遠；父宋用；母陳氏。具慶下。兄履卿，弟泰卿；臨卿；益卿；晉卿；復卿。